# Hawley Harvey Crippen

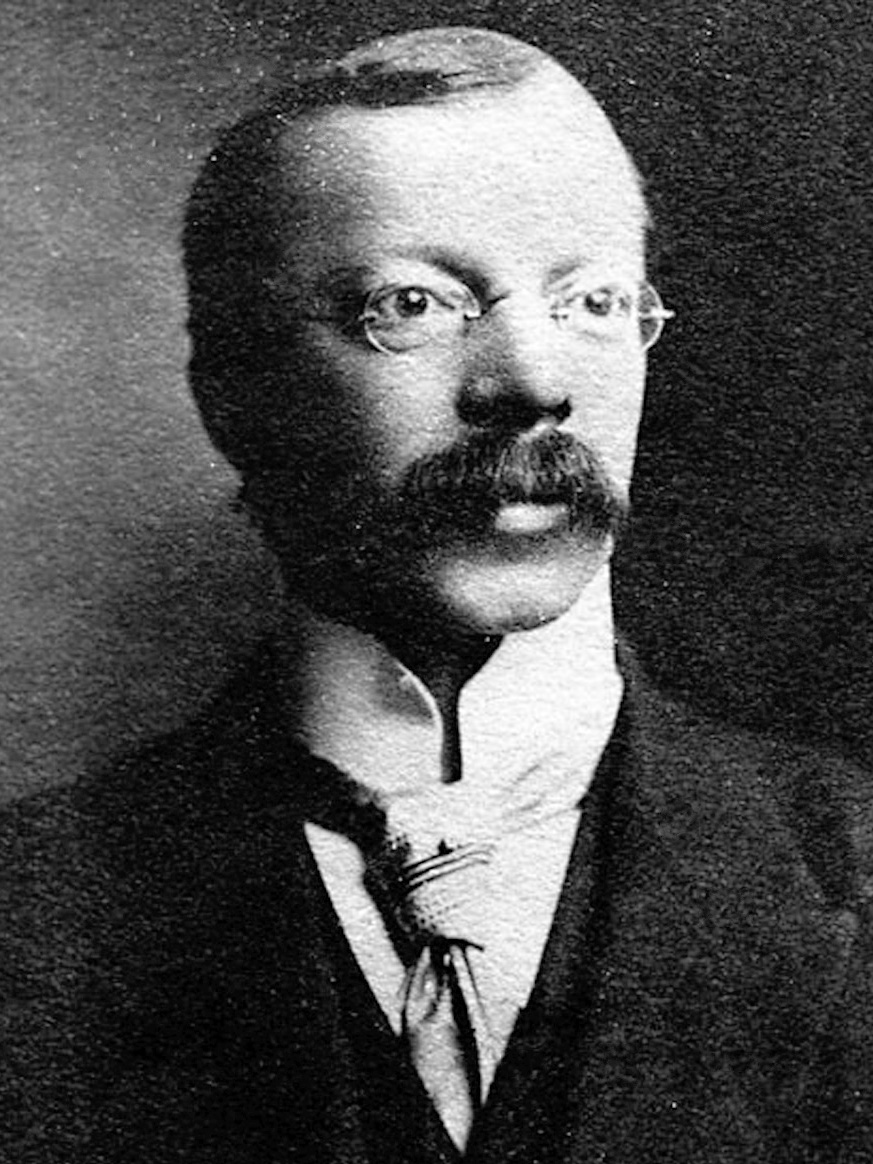
Dr. Crippen

Hawley Harvey Crippen, beter bekend als Dr. Crippen, werd in 1862 in Michigan (Amerika) geboren. Op 23 november 1910 werd hij opgehangen in Pentonville, Engeland, omdat hij zijn vrouw had vermoord.
Hawley Crippen studeerde af in medicijnen in Amerika en werkte bij een farmaceutisch bedrijf. In 1900 verhuisden hij en zijn vrouw Belle Elmore (wier werkelijke naam Kunigunde Mackamotzi was) naar Londen. Zijn Amerikaanse dokters-kwalificaties waren echter niet toereikend in Groot-Brittannië en hij mocht zijn beroep niet uitoefenen. Het echtpaar verhuisde naar Hilldrop Crescent nummer 39, waar ze huurders toelieten om Crippens magere inkomen aan te vullen. In 1910 verdween Belle Crippen plotseling. Dr. Crippen vertelde iedereen dat ze was teruggekeerd naar de Verenigde Staten om een ziek familielid te bezoeken. Ethel le Neve, Crippens maîtresse, liep echter openlijk over straat met Belles bont en juwelen. De politie werd ingelicht, maar een uitgebreid onderzoek in Hilldrop Crescent leverde niets op. Het werd Crippen en Le Neve te heet onder de voeten en ze vluchtten naar Antwerpen, waar ze de SS Montrose naar Canada namen. Toen Scotland Yard erachter kwam dat het stel gevlucht was, doorzochten ze het huis een tweede maal. Deze keer vonden ze in de kelder het in verregaande staat van ontbinding verkerende lichaam van een vrouw. Door middel van een stuk huid van haar buik moest worden vastgesteld dat het om Belle Elmore ging, omdat het hoofd, de ledematen en het skelet nooit zijn teruggevonden. De beroemde Engelse lijkschouwer Bernard Spilsbury onderzocht het lichaam en vond sporen van het gif hyoscine. Ondertussen waren Crippen en Le Neve op weg naar Canada; Le Neve was verkleed als jongen, maar het geflikflooi tussen de twee trok de aandacht van de kapitein, die hen vervolgens herkende als het gezochte stel en dit telegrafeerde naar Engeland. Scotland Yard kwam de twee met een snellere boot oppikken en bracht hen terug naar Engeland; daar kregen ze in Old Bailey elk een afzonderlijk proces. Ethel le Neve werd onschuldig verklaard, maar Crippen werd veroordeeld voor moord en opgehangen door John Ellis.
Het blijft onduidelijk of Crippen echt zijn vrouw heeft vermoord. Eén theorie suggereert dat hij haar per ongeluk een overdosis gaf, waarna ze stierf en hij zich van het lichaam moest ontdoen. In 1981 verscheen er een krantenstuk, waarin stond dat Ethel le Neve in 1930 in Australië aan Hugh Rhys Rankin had toevertrouwd dat Crippen zijn vrouw had vermoord, omdat zij syfilis had.
In 2007 troffen Amerikaanse forensische wetenschappers weefsel in de bewuste kelder aan, dat niet van Belle Elmore kon zijn. Crippen's naam kan nooit volledig worden gezuiverd. Britse ambtenaren hebben afwijzend gereageerd op verzoeken van leden van de Crippen' familie om de zaak te heropenen.

## Naslagwerken
- J.H.H. Gaute en Robin Odell, Beruchte Moordzaken, 1996, Harrap Books, Londen